# Lago di Gaiano
Il lago di Gaiano (in bergamasco lac de Gaià) è un piccolo lago alpino della Provincia di Bergamo di soli 0,20 km² che fa parte del comune di Endine Gaiano.

## Origini
Il lago è di origine glaciale come il suo più grande vicino lago di Endine a cui era unito subito dopo l'ultima glaciazione wurmiana, quando una vasta distesa d'acqua occupava l'intera Val Cavallina.
In seguito al progressivo ritiro delle acque ebbero origine l'attuale lago di Endine e questo di Gaiano che oggi è alimentato da acque sorgive.

## Ubicazione
Si trova in posizione collinare nella piana di Gaiano in Val Cavallina a destra della Strada statale 42 del Tonale e della Mendola poco oltre il lago di Endine in direzione di Lovere superato l'abitato di Endine Gaiano.

## Flora e fauna
Le sue acque ospitano una ricca ittiofauna. 
Le sue sponde sono circondate da folti canneti di Phragmites australis inframmezzati da salici che sporgono le loro fronde sopra una ricca vegetazione di ninfee.